# Gryżewo
Gryżewo (niem. Grieswalde, do 1938 Griesgiren) – wieś sołecka w Polsce położona w województwie warmińsko-mazurskim, w powiecie gołdapskim, w gminie Banie Mazurskie. Położone nieopodal leśne Jez. Ciche jest w sezonie letnim atrakcją turystyczną.
W latach 1975–1998 miejscowość administracyjnie należała do województwa suwalskiego.